# Миха Блажич
Миха Блажич (Копар, 8. мај 1993) је словеначки фудбалер који игра као дефанзивац за пољског лигаша Лех из Познања и репрезентацију Словеније.

## Играчка каријера

### Клубови
Блажич је са 17 година потписао свој први професионални уговор са Копром. Он је 31. августа 2017. потписао трогодишњи уговор са мађарским прволигашем Ференцварошем. Са Ференцварошем је освојио четири узастопне титуле првака, од 2018/19. до 2021/22. Такође је играо у групној фази УЕФА Лиге шампиона 2020/21. након што је његов тим елиминисао Молде у плеј-офу.
Дана 4. јуна 2022. године придружио се клубу Анже из француске Лиге 1 на трогодишњи уговор.
Дана 6. јула 2023, пољски Лех Познањ објавио је да се Блажич придружио клубу на двогодишњи уговор.

### Репрезентација
Блажич је играо за све словеначке младе међународне нивое од до 16 до 21 године, где је четири године носио капитенску траку За сениорски тим Словеније је дебитовао 2. јуна 2018. године у пријатељској утакмици против Црне Горе.
У јуну 2024. изабран је у словеначки тим за УЕФА Евро 2024. који се игра у Немачкој.

## Успеси

### Играчки
Копар
- Куп Словеније: победник 2014–15.[1]
- Суперкуп Словеније у фудбалу: победник 2015.[1]

Домжале
- Куп Словеније: победник 2016–17.[1]

Ференцварош
- Прва лига Мађарске у фудбалу: шампион 2018/19, 2019/20, 2020/21,  2021/22[1]
- Куп Мађарске у фудбалу: победник 2021/22[1]